# Karl von Pidoll zu Quintenbach

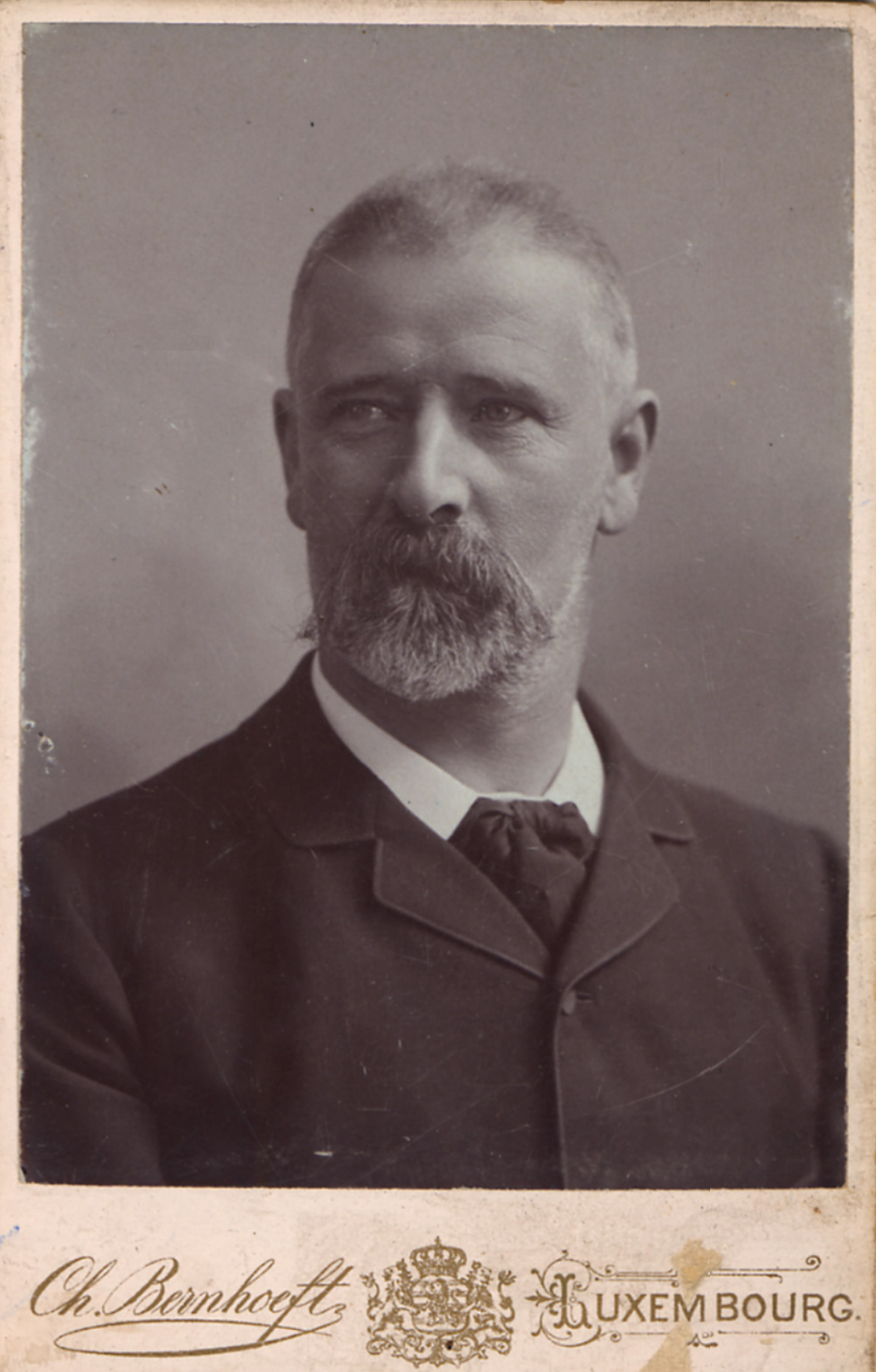
Foto von Karl Freiherr von Pidoll, 1890

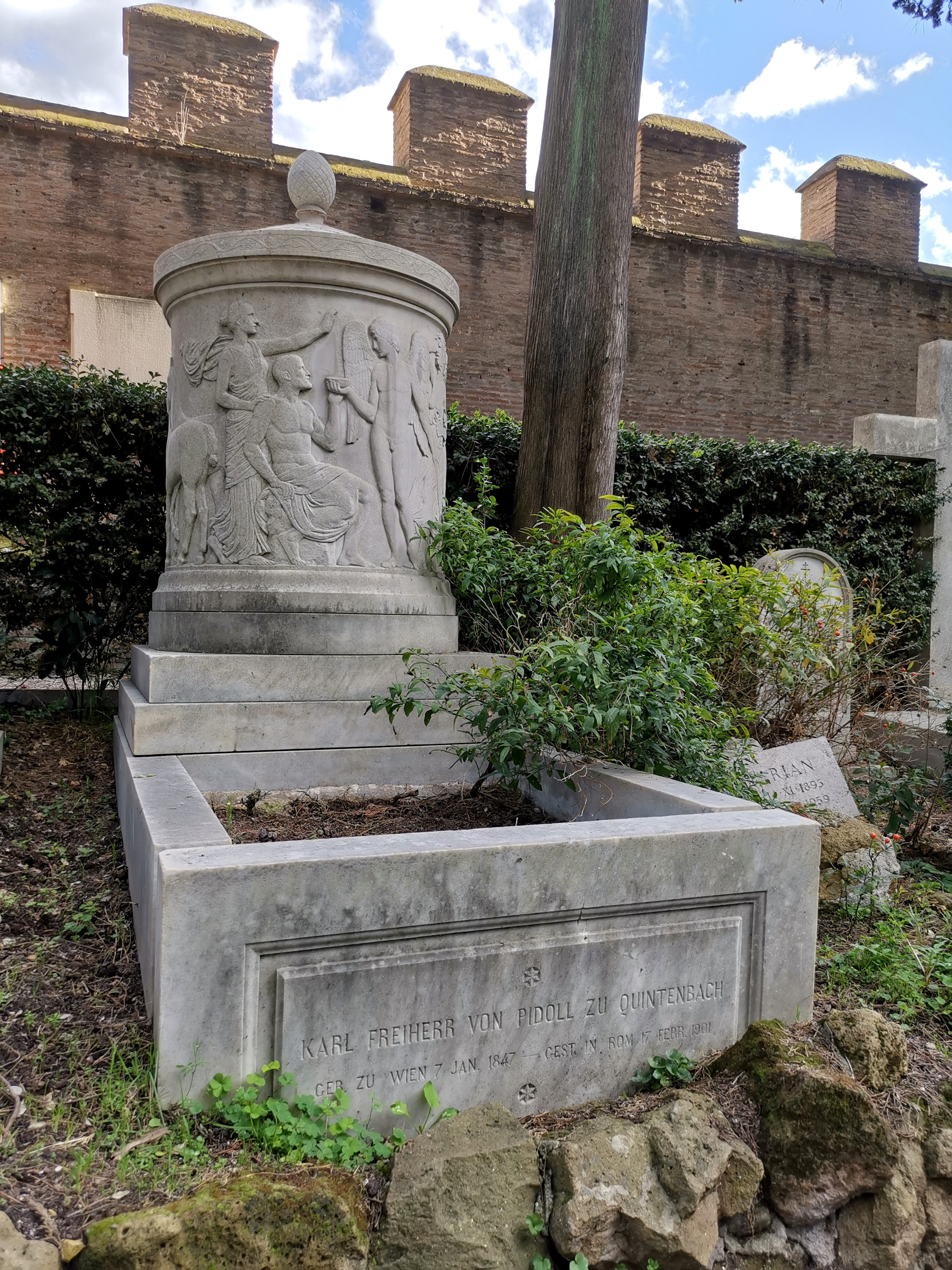
Grab auf dem Nichtkatholischen (Protestantischen) Friedhof Rom

Karl Michael Valentin Freiherr von Pidoll zu Quintenbach (* 7. Januar 1847 in Wien; † 17. Februar 1901 in Rom) war Kunstmaler und Schüler von Hans von Marées.

## Leben
Karl Freiherr von Pidoll wurde 1847 in Wien als Karl Michael Valentin Freiherr von Pidoll, Sohn der Eheleute Franz Carl Freiherr von Pidoll und der Gabriele Helene von Mack geboren. Da sowohl sein Vater als auch sein Großvater Karriere in der österreichischen Armee gemacht hatten, wählte er zuerst die Offizierslaufbahn, beendete dann jedoch 1873 den Militärdienst als Hauptmann des Generalstabs und wurde 1873/74 Schüler des Kunstmalers August Eisenmenger in Wien. Im Sommer 1874 wechselte er zu Wilhelm Füssli nach Karlsruhe und 1874–1878 zu Arnold Böcklin nach Florenz.
Nach seiner Heirat 1879 zog das junge Paar nach Florenz, wo sich Pidoll von 1880 bis 1884 dem Maler Hans von Marées anschloss und in dessen Atelier arbeitete. Von 1885 bis 1891 lebte das Paar in Paris, wo Pidoll von August Boulard dem Älteren lernte. Pidolls Beitrag auf der Weltausstellung 1889 in Paris fand großes Interesse und erzielte dort einen Preis. Ab Oktober 1891 wohnte das Paar in Frankfurt am Main, Pidoll malte dort neben Porträts vor allem Landschaften.
„Karls Buch Aus der Werkstatt eines Künstlers: Erinnerungen an den Maler Hans von Marées erschien 1890 und ist nicht nur Grundlage zum Verständnis der Kunst seines Freundes Hans, sondern auch der eigenen. Das enge Arbeitsverhältnis zwischen beiden ist bezeugt durch Vorarbeiten Karls an Marées Bildern und umgekehrt. Karls Bilder sind von Marées geprägt hinsichtlich der Themenwahl in den Figurenbildern, als auch hinsichtlich der Strenge der Kompositionen und Technik.“

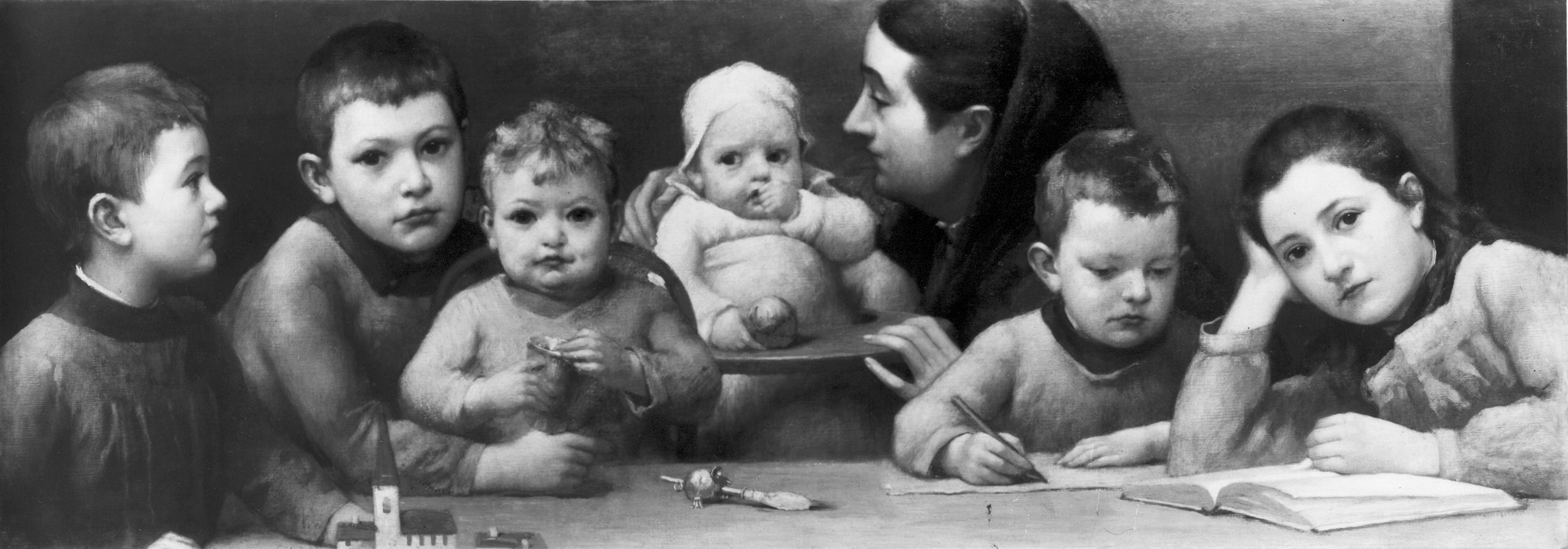
Karl Freiherr von Pidoll, Ölgemälde seiner Familie 1888

Durch die zunehmende Bekanntheit seiner Schrift über Marées und Kontakte zu den in Frankfurt lebenden Künstlern Albert Lang und Hans Thoma wurde Karl von Pidoll in den Kreis um Wilhelm Steinhausen aufgenommen. Er konnte häufig ausstellen und begann, sein Wissen an andere Maler weiterzugeben. Zu seinen Schülern gehörten Wilhelm Altheim, Fritz Boehle und Ottilie Roederstein.
„Karl war kein genialer Künstler, aber er gehörte zu der Klasse großer realistischer Maler“.
Wegen starker Kopfschmerzen Pidolls zog das Paar 1900 in das wärmere Rom, wo Pidoll 1901 durch Suizid starb.
Karl Freiherr von Pidoll heiratete am 5. Juli 1879 Marguerite Fernande Marie de Scherff (1851–1941) aus Steinsel/Luxemburg und hatte sechs Kinder, die alle in Steinsel geboren wurden. Von diesen erreichten Paul de Pidoll (1882–1954), Kunstmaler, und Carl von Pidoll (1888–1965), Musiker und Schriftsteller, eine besondere Bekanntheit.

## Werke (Auswahl)

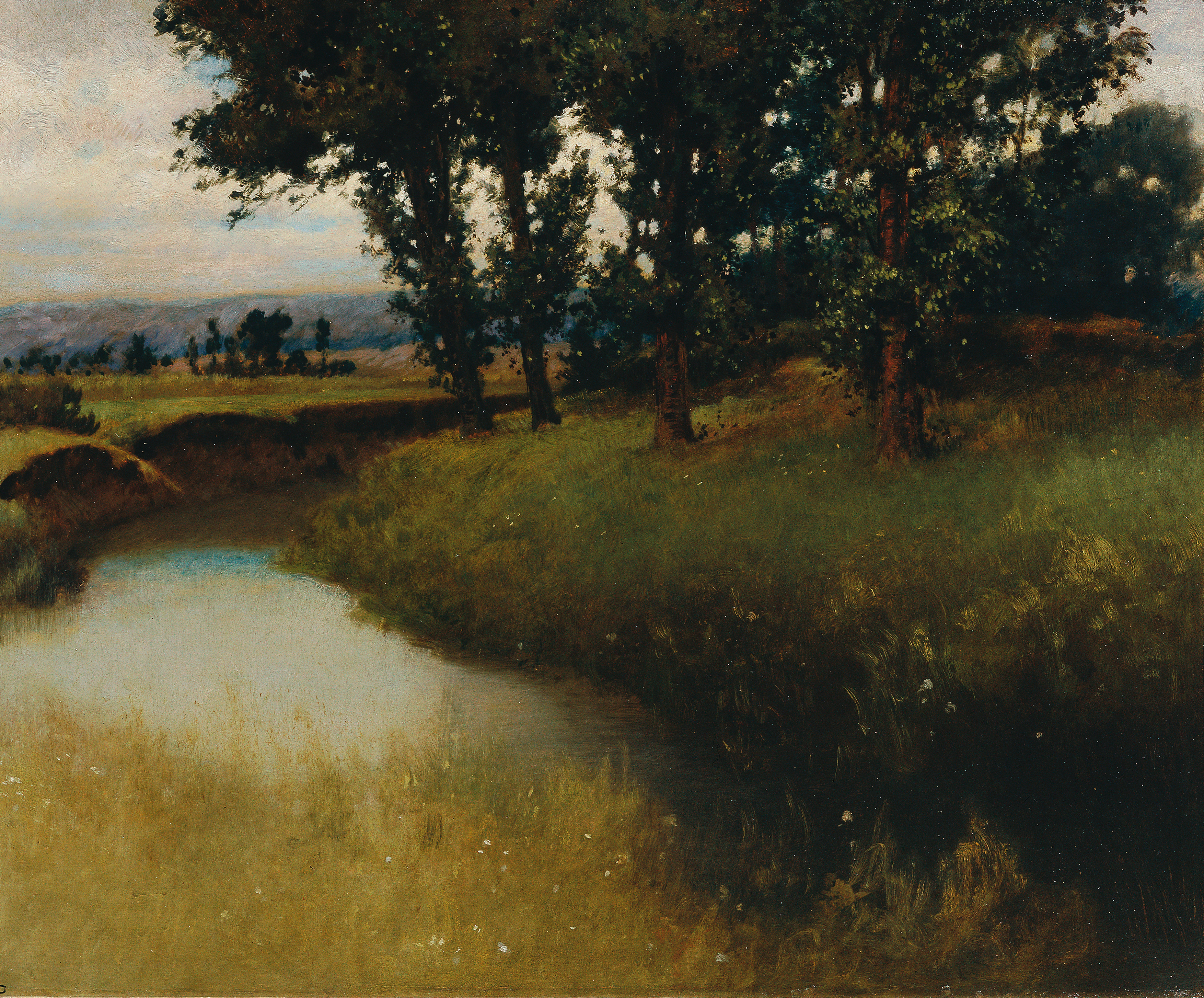
Gemälde Abendlandschaft, Öl auf Holz

- Garten an der Riviera, 1874–83, Neue Pinakothek
- Marine, 1874–83, Neue Pinakothek
- Selbstbildnis, 1877, Städel
- Selbstbildnis, 1880, Neue Pinakothek
- Das Urteil des Paris, 1880, Neue Pinakothek
- Reiterfries, 1880–90, Neue Pinakothek
- Drei nackte Figuren, 1880–90, Neue Pinakothek
- Graf Ceschi von Santa Croze, 1886, Neue Pinakothek
- Ansichten von Gelnhausen, 1892, Neue Pinakothek
- Doppelbildnis Heinrich Pallmann und Heinrich Weizsäcker, 1893–94, Städel
- Bildnis der Anna Cossmann, 1894, Städel
- Zwei grabende Männer, 1900, Neue Pinakothek
- Landschaft am Fluss, undatiert, Städel
- Abendlandschaft, undatiert, Belvedere Wien